# Ptilurodes castor
Ptilurodes castor är en fjärilsart som beskrevs av Sergius G. Kiriakoff 1963. Ptilurodes castor ingår i släktet Ptilurodes och familjen tandspinnare. Inga underarter finns listade.